# Indosuchus
Indosuchus foi um género de dinossauro terópode do período Cretáceo. Era bípede e carnívoro. Possivelmente tinha 7 metros de comprimento.
Foi descrito em 1933 por Friedrich von Huene e Charles Alfred Matley, sendo sua espécie tipo batizada de Indosuchus raptorius.